# Canal du Lagoin
| \| Localisation sur la carte de France · Coarraze \| Localisation sur la carte de France Coarraze. |
| Localisation sur la carte de France · Coarraze                                                     |

Le canal du Lagoin est un ouvrage destiné principalement à l'irrigation se situant dans le département des Pyrénées-Atlantiques, dans les cantons de Pau-Sud et de Nay-Est, dans la partie que l'on désigne sous le nom de « plaine de Nay », Batbielle ou Vath Viehla. On utilise également la dénomination « plaine du Lagoin » pour la zone concernée par le canal du Lagoin.
Au XIXe siècle, l'ouvrage eut un développement beaucoup plus ambitieux avec le creusement du « canal des coteaux » destiné à l'irrigation de la plaine du Pont-Long.
Actuellement cet ouvrage permet également de réalimenter la nappe de la plaine de Nay et de soutenir l'étiage du Lagoin dans lequel les stations d'épuration de Bénéjacq et de la zone Clément ADER à Bordes et Assat rejettent les eaux qu'elles ont traitées.

## Description de l'ouvrage
La prise d’eau s’effectue dans le gave de Pau entre Montaut et Coarraze. Le canal d'amenée longe le Gave et la voie ferrée, puis pénètre dans un tunnel de 200 m sous le château de Dufau pour rejoindre le « répartiteur » de Coarraze  où s’opère une bifurcation donnant naissance à deux branches bien distinctes :
- Le « Lagoin réalimenté » : au niveau du répartiteur, une partie des eaux est dirigée vers le nord-est où elles servent à soutenir le débit du Lagoin - qui  donne son nom à l’ouvrage.
- Le « canal de la plaine » (ou canal principal) : l’autre partie des eaux alimente un canal accolé sur une dizaine de kilomètres à la voie de chemin de fer Pau-Lourdes. À Meillon, le canal s'écarte de la voie ferrée pour rejoindre le Gave.

Le Lagoin réalimenté et le canal de la plaine ne constituent que l’armature du réseau d'irrigation sur lequel s'embranchent des rigoles secondaires et, depuis 1997, un réseau enterré et sous pression entre Coarraze, Baudreix et Beuste.

« L’expression « canal du Lagoin » renvoie donc à la fois au canal d’amenée, aux deux branches du Lagoin réalimenté et du canal de la plaine et aux réseaux d'irrigations qu'il alimente. »

Le canal du Lagoin est géré par la « Société d'Irrigation de la Plaine du Lagoin » (SIPL) regroupant les irriguants et les treize communes qu’il permet d'arroser : Coarraze, Mirepeix, Baudreix, Boeil-Bezing, Bordes,
Assat, Meillon, Aressy, sur la rive droite du Gave et Bénéjacq, Bordères, Lagos, Beuste et Angaïs, le long du Lagoin.

## Histoire
La deuxième moitié du XIXe siècle vit naître une multitude de grands projets d’irrigation. Le canal du
Lagoin fut un de ces grands travaux réalisés sous le Second Empire, une réalisation ambitieuse pour l’époque.
- En 1848, quelques propriétaires des cinq communes arrosées par le Lagoin demandèrent l’ouverture d’un canal relié au Gave qui apporterait un supplément d’eau dans les périodes d’été et d’hiver.
- Sous le Second Empire, les pouvoirs publics, Conseil général et Préfet, se montrèrent très favorables au projet. D’abord pour des raisons de salubrité : en période de sécheresse, le Lagoin cessait pratiquement de couler, formant de nombreuses mares, sources d’épizooties pour les animaux, et de « fièvres paludéennes » pour les hommes. Ensuite pour les besoins de l’agriculture et des moulins.
- 1859 : après des années de tergiversations, et quelques pressions préfectorales, un décret impérial fonde la « Société d’irrigation de la Plaine du Lagoin » (SIPL), un syndicat intercommunal regroupant neuf[2] puis treize[3] communes et dont l’objectif est la construction et l’entretien de canaux d’irrigation dérivés du Gave de Pau.
- 1860 : début des travaux, réalisation du canal d’amenée. On creuse le tunnel qui passe sous le château de Dufau à Coarraze et qui conduit à la bifurcation des deux branches prévues à l’origine : celle de la Plaine et celle du Lagoin. On entreprend aussi la construction d’une branche annexe : la « rigole du pied des coteaux », sur la rive droite du Lagoin, d'une longueur de 6 km entre Bénéjacq et Beuste.
- En 1865, lourdement endetté, le syndicat n’était définitivement plus capable de mener à terme l’entreprise pour laquelle il avait été constitué. La compagnie anglaise la « General Irrigation and Water supply Company of France limited » (représenté par Hippolyte Dussard, Amédée Sellier et Frédérique Marshall et financée par une banque anglaise d'investissement[4]) demande alors la concession de l’entreprise pour une durée de soixante-quinze ans.
- En mai 1866, la Compagnie a achevé les travaux dans la plaine du Lagoin, mais son objectif principal est d’étendre le réseau pour irriguer, au nord de Pau, la lande du Pont-Long dont elle a acquis un millier d’hectares[5].
- 1866-1869 : construction du  « canal des Anglais » ou « canal du Pont-Long ».

« 
Sans même attendre le décret de concession – seulement délivré en février 1867 - on creuse un nouveau canal, long de trente-sept kilomètres : c’est la « branche des coteaux », appelée aussi « canal des Anglais » ou « canal du Pont-Long ». Ce canal est ouvert à flanc des coteaux au nord du Lagoin, depuis Coarraze. Sa construction entraîne la disparition de la « rigole du pied des coteaux ». En pente très faible, il épouse les sinuosités du coteau, presque en ligne de niveau. On construit de nombreux aqueducs pour franchir les ruisseaux, et tous les chemins sont équipés de ponts pour traverser le canal. Le canal franchit l’interfluve au Hameau de Ousse, par un tunnel de 250 m. Toujours presque horizontal, il traverse la vallée de l’Ousse à Nousty puis rejoint la partie amont de la plaine du Pont-Long entre Artigueloutan et Sendets. 
Il se scinde alors en deux branches :
- la branche nord destinée à soutenir le débit de l'Oussère, de l'Aygue Longue et du Luy de Béarn ;
- la branche sud, un simple aménagement d'un petit affluent de l'Ousse -le ruisseau d'Ouinda - longeant au sud la route de Pau à Tarbes, pour les besoins en eau de l’hôpital Saint-Luc, des villas de Trespoey et du ruisseau du Hédas qui draine une partie des égouts de la ville de Pau.

Le montant total des investissements pour la réalisation des diverses branches du canal du Lagoin fut d'environ 2 000 000 de francs (7 480 000 €, valeur en 2005).
Le canal du Pont-Long fut mis en eau en octobre 1869. Et l’échec de l’entreprise fut immédiat : la pente trop faible du canal ne permettait pas d’assurer un débit suffisant, le sol trop perméable absorbait l’eau. La compagnie ne parvint pas à satisfaire ses clients. Elle revendit les terres du Pont-Long dès 1878.
 »
- 1882 : la Compagnie est mise en faillite et le « Service hydraulique » du Conseil général assure désormais la gestion du canal.
- 1905 : après une procédure longue de vingt ans, la déchéance de la Compagnie est enfin prononcée. La SIPL reprend alors en main la gestion du canal.
- 1914 : la branche des coteaux est définitivement désaffectée. La SIPL n’eut plus à gérer que le périmètre originellement prévu : la « Plaine du Lagoin ».
- 1997 : réalisation d’un réseau sous pression enterré entre Coarraze, Baudreix et Beuste.
- 2009 : après un diagnostic technique de l'état de son patrimoine, la SIPL lance d'importants travaux de sauvegarde : le mur d'entrée du canal (entre la prise d'eau sur le gave de Pau et les vannes de décharge) a été étanché et renforcé par projection de béton sur 350 m.

## Sources
- Rapports et délibérations du Conseil général des Basses-Pyrénées, 1848-1920.
- J.L. Gazzurelli, Un exemple d’hydraulique rurale, XIXe- XXe siècle, le canal du Lagoin, l’irrigation dans la plaine de Nay, Mémoire de maîtrise de l’environnement, Université de Pau et des Pays de l'Adour, 2002.
- Émile Pujolle. « Le Lagoin », « Le canal du Lagoin », « Le canal des coteaux », L'Arrebigne, 2004-2005, no 44-49, Bulletin interassociatif d'Assat, trimestriel. Mairie d'Assat.